# Cornelius van Vliet
Kornelis (Cornelius) van Vliet (Rotterdam, 1 september 1886 – Verenigde Staten, 1963) was een Nederlands cellist, die de hele westerse wereld overtrok.
Hij was zoon van sigarenmaker Teunis van Vliet en Petronella Johanna van Stigt Thans. Hijzelf was getrouwd met Elsa Schmidt, volgens de akte van naturalisatie uit 1918.
De eerste muzieklessen kreeg hij van zijn vader, maar wel op viool en piano. Zijn voorkeur ging op gegeven moment uit naar de cello, alwaar een vriend van vaders kant (cellist Höhler) hem op weg hielp. Die overstap leidde tot lessen bij Oscar Eberle (1842-1901) en Isaäc Mossel. Tijdens die periode speelde hij al mee in het Concertgebouworkest, maar trad ook op als solist. Meer bekendheid verwierf hij in Leipzig; hij speelde er in het orkest van Hans Winderstein. Vanaf  1904 had hij zitting in het filharmonisch orkest van Bohemen van Oscar Nedbal, gevestigd in Praag. Optredens in Oost-Europa brachten hem tot in Finland, alwaar hij toetrad tot het plaatselijk orkest in Helsinki. Hij was ook muziekleraar aan het conservatorium aldaar (1904-1905). Hij was er overigens na een jaar alweer weg; hij nam zitting in een orkest te München, dat hij na drie jaar inruilde voor het orkest van de Hofopera in Wenen. 
In 1911 vestigde hij zich in Chicago, van waaruit hij de Verenigde Staten bestreek. In 1912 werd hij solocellist van het orkest in Minneapolis, even later trad hij toe tot het National Symphony Orchestra (1919-1921). Tussen 1921 en 1939 speelde hij in het New York Philharmonic Orchestra. Er volgde weer een periode met concertreizen, maar was tussen 1938 en 1941 verbonden aan het Pittsburgh Symphony Orchestra. In de Verenigde Staten was hij voorts bekend kamermusicus, tussen 1919 en 1923 in het "New York Trio" met Scipione Guidi/Louis Edlin en Clarence Adler; en in de jaren dertig "Van Vliet Trio" met Charles Liohter en Jerome Rappaprot. Hij gaf jaren les aan de Universiteit van Colorado (1948-1953). 
Van hem is een aantal schellak-plaatjes bewaard gebleven